# Paragus quadrifasciatus
Paragus quadrifasciatus là một loài ruồi trong họ Ruồi giả ong (Syrphidae). Loài này được Meigen mô tả khoa học đầu tiên năm 1822. Paragus quadrifasciatus phân bố ở vùng Cổ Bắc giới